# Sotsumphöna
Sotsumphöna (Zapornia tabuensis) är en fågel i familjen rallar inom ordningen tran- och rallfåglar.

## Utseende och läte
Sotsumphönan är en liten och mörk rall med rött öga och röd orbitalring. Ovansidan är mörkbrun, undersidan blågrå, med röda ben och en kort svart näbb. Bland de varierade lätena hörs ett långsamt och upprepat "kek" eller ett bubblande och accelererande ljud som påminner om en motorbåt.

## Utbredning och systematik
Sotsumphönan har ett mycket stort utbredningsområde som sträcker sig från Filippinerna söderut till Nya Zeeland och österut till Polynesien. Den behandlas antingen som monotypisk eller delas in i fyra underarter med följande utbredning:
- Zapornia tabuensis tabuensis – förekommer i Filippinerna, australasiatiska regionen och Oceanien
- Zapornia tabuensis edwardi – förekommer i Central Highlands i Papua Nya Guinea
- Zapornia tabuensis richardsoni – förekommer på västra Nya Guinea (Jayawijaya Mountains)
- Zapornia tabuensis plumbea – förekommer i sydöstra och sydvästra Australien, Tasmanien, Nya Zeeland och Chathamöarna

Tidigare fördes den till släktet Porzana, men DNA-studier visar att den endast är avlägset släkt med typarten för Porzana småfläckig sumphöna och förs därför tillsammans med flera andra arter till ett annat släkte, Zapornia.

## Levnadssätt
Sotsumphönan hittas i våtmarker där tät vegetation omger vatten. Den är rätt nervös i rörelserna och svår att få syn på.

## Status
Arten har ett stort utbredningsområde. Dess populationsutveckling är okänd, men tros inte minska tillräckligt kraftigt för att anses vara hotad. IUCN kategoriserar arten som livskraftig.